# José Gálvez Foot Ball Club
Maillots
Dernière mise à jour : 23 janvier 2023.
Le José Gálvez FBC est un club péruvien de football basé à Chimbote au nord du Pérou.

## Histoire
Le club est fondé le 27 octobre 1951 dans le port de Chimbote, sous le nom de Club Deportivo Manuel Rivera, en hommage à Manuel Rivera Sánchez, prolifique buteur originaire de cette ville portuaire. Cependant le club est rebaptisé José Gálvez FBC, le 11 novembre 1963, en raison d'une disposition de la Féderation péruvienne de football interdisant un club de porter le nom d'une personne non décédée.
Troisième de la Copa Perú 1971, le José Gálvez obtient le droit d'évoluer en première division en 1972 (grâce à l'élargissement de la D1 qui passe de 14 à 16 clubs cette année-là) mais redescend dès 1973 malgré quelques renforts de taille comme César Cueto.
Invité à participer à la première phase du championnat de D1 en 1984 et 1985, le club est relégué en 1986 et devra attendre onze ans pour retrouver l'élite grâce sa victoire lors de la Copa Perú 1996, mais redescend aussitôt.
Vainqueur une deuxième fois de la Copa Perú en 2005, le José Gálvez accède une nouvelle fois en D1. Avant-dernier du championnat 2006, ex æquo avec le Sport Boys de Callao, il doit disputer un match de barrage pour le maintien contre ce dernier qui s'impose aux tirs au but et l'envoie en deuxième division. 
Néanmoins le club est autorisé à revenir en D1 en 2008 avant de redescendre en 2010. Champion de deuxième division en 2011, il remonte en D1 l'année suivante mais ne peut se maintenir durablement et est relégué en 2013.

## Résultats sportifs

### Palmarès
| Compétitions nationales | Compétitions régionales |
| - Torneo del Inca (1) : - Vainqueur : 2011. - Championnat du Pérou D2 (1) : - Champion : 2011. - Copa Perú (2) : - Vainqueur : 1996 et 2005. - Copa Federación (en) (1) : - Vainqueur : 2012. | - Ligue de la région d'Áncash (15) : - Vainqueur : 1967, 1969, 1970, 1976, 1980, 1986, 1994, 1995, 1996, 2001, 2002, 2003, 2005, 2017 et 2019. |

### Bilan et records
- Saisons au sein du championnat du Pérou : 12 (1971-1973 / 1984-1985 / 1997 / 2006 / 2008 / 2009-2010 / 2012-2013).
- Saisons au sein du championnat du Pérou D2 : 3 (1983 / 2011 / 2014).
- Plus large victoire obtenue en compétition officielle à domicile : José Gálvez FBC 23:0 San Cristóbal de Aija (Copa Perú 1996)[6].

## Structures du club

### Estadio Manuel Rivera Sánchez
Le stade Manuel Rivera Sánchez de Chimbote est inauguré le 30 juin 2007. Il est doté de 25 000 places et dispose d'une pelouse artificielle. C'est l'enceinte principale du José Gálvez FBC qui utilise à l'occasion le stade Manuel Gómez Arellano (15 000 places), qui accueillait les matchs du club avant l'inauguration du premier.

## Personnalités historiques du club

### Joueurs

#### Anciens joueurs
- Martín Arzuaga
- Giancarlo Carmona
- José Luis Chacón
- Juan Cominges
- Miguel Company
- César Cueto
- Marco Flores
- Sergio Ibarra
- Juan José Jayo
- Luis La Fuente
- Alejandro Luces
- Alex Magallanes
- Juan Pajuelo
- Manuel Rivera Sánchez
- Ottorino Sartor
- Yoshimar Yotún

### Entraîneurs
- Carlos Aparicio Cuadros (1971)
- Juan Honores (1971)
- Alfonso Huapaya (1971)
- Miguel Ortega (1972)
- Diego Agurto (1973)
- Elber Rubiños (1994)
- Moisés Barack (1994)
- Rufino Bernales (1994)
- Elber Rubiños (1995)
- Moisés Barack (1995)
- Juan Forero (1995)
- Elber Rubiños (1996)
- Rufino Bernales (1996)
- Moisés Barack (1996-1997)
- Luis Reyna (1997)
- Hernán Saavedra (1997)
- Rufino Bernales (1997)
- Elber Rubiños (1997)
- Moisés Barack (1998)
- Luis Rubiños (1998-2001)
- Juan Caballero (2001)
- Elber Rubiños (2003)
- Rufino Bernales (2004)
- José Ramírez Cubas (2005-2006)
- José Basualdo (2006)
- Teddy Cardama (2006)
- Rafael Castillo Lazón (2008-2009)
- Víctor Genes (2009)
- Julio César Uribe (2010)
- Mario Flores (2010)
- Rafael Castillo Lazón (2011-2012)
- Wilmar Valencia (2012)
- Javier Arce Arias (2012-2013)
- Nolberto Solano (2013)
- Julio Zamora (en) (2013-2014)
- Alejandro Luces (intérim) (2014)
- Benjamín Navarro (2014)
- Juan Chumpitaz (2015)
- José Falconí (2016)
- Edwin Herrera Ushiñawa (2017)
- Elber Rubiños (2017)
- Lisandro Barbarán (2017)
- Roberto Arrelucea (2017)
- Jorge Arteaga (2018)
- Lisandro Barbarán (2019)
- Edwin Herrera Ushiñawa (2019)
- Jesús Álvarez Hurtado (2019)
- Edwin Herrera Ushiñawa (2019)
- Favio Campana (2020)
- Gerardo Carrillo (2021)
- Favio Campana (2022)
- César Campomanes (2023-)

## Culture populaire

### Popularité
Le José Gálvez FBC est le club le plus populaire du port de Chimbote et l'un des plus traditionnels du littoral nord du Pérou. Ses supporters sont organisés autour d'une association appelée Artillería Norte, fondée le 13 avril 2008.
En outre, il existe trois clubs homonymes de Chimbote qui lui rendent hommage : Escuela de Fútbol José Gálvez, Academia de Fútbol José Gálvez et New José Gálvez FBC, tous avec différents liens de parenté avec le José Gálvez originel.

### Rivalités

#### Rivalité régionale
Le José Gálvez FBC entretient une grande rivalité régionale avec le Sport Áncash de la ville de Huaraz, rivalité connue sous le nom de Clásico Ancashino.
Cette opposition connaît son paroxysme en 2007 lorsque le José Gálvez, descendu en 2006, dénonce son rival dont deux joueurs évoluaient avec un contrat amateur. Cette situation irrégulière qui normalement entraîne la perte de quatre points, aurait dû signifier la relégation du Sport Áncash lors de la saison 2006 en lieu et place du José Gálvez. Cependant une amnistie très controversée du président de la Fédération péruvienne de l'époque, Manuel Burga Seoane, sauva le Sport Áncash au détriment du José Gálvez qui fut toutefois autorisé à jouer le championnat en 2008.

#### Derby de Chimbote
Le club dispute à l'occasion un derby avec le CD Unión Juventud.